# Робітнича газета (1897)
«Робітнича газета» — нелегальний друкований орган київських соціал-демократів; виходила в Києві за участю та за редакцією Бориса Ейдельмана, Павла Тучапського, Натана Абрамовича Вігдорчика та інших. Усього вийшло два номери газети: № 1 — у серпні 1897 року та № 2 — у грудні (позначений листопадом) того ж року.

## Історія
П. Л. Тучапський, який їздив з першим номером газети за дорученням редакції за кордон, отримав згоду організації «Звільнення праці» про співпрацю в газеті; Г. В. Плеханов у листі до членів редакції дав позитивну оцінку «Робітничій газеті» як загальноросійського соціал-демократичного органу та вказав на необхідність приділяти більше уваги питанням політичної боротьби пролетаріату. У результаті № 2 «Робітничої газети» мав певніший політичний характер. Соціал-демократи, що групувалися навколо газети, вели роботу з підготовки I з'їзду РСДРП. І з'їзд РСДРП, що відбувся в березні 1898 року, визнав «Робітничу газету» офіційним органом партії. Після з'їзду внаслідок арешту членів Центрального Комітету та редакції «Робітничої газети», а також розгрому друкарні третій номер газети, підготовлений до здачі в набір, не було надруковано. У 1899 році було зроблено спробу відновити видання «Робітничої газети», про що повідомляв Ленін у своїй роботі «Що робити?».